# ジャン＝ピエール・シュヴェーヌマン
ジャン・ピエール・シュヴェーヌマン（フランス語：Jean-Pierre Chevènement、1939年3月9日 - ）は、フランスの政治家。社会党（PS）の創立者の1人であり、左派政党である共和国市民運動の名誉党首。国民教育大臣、国防大臣などを歴任し、ジャック・シラク政権で第17・19代内務大臣を務めた。

## 経歴
1939年3月9日に父のピエール・シュヴェーヌマンとジュリエッタ・ガレッサスの間にベルフォールで誕生する。Chevènement（シュヴェーヌマン家）は、元来よりスイスのフライブルクにルーツを持つドイツ系で、苗字はドイツ語由来のSchwennemann（シュヴェンネマン）であったが、18世紀中頃に現在のChevènementへとフランス語化された。973年に国民議会議員選挙で社会党公認で出馬して初当選して以来2002年6月の総選挙で落選するまで議員を務める。研究科学技術省大臣を1981年5月22日から1983年3月22日まで務めた後、1984年7月19日から1986年3月19日まで国民教育相を務める。1988年5月13日から1991年1月29日まで防衛相を務めたが、湾岸戦争に反対して閣僚を辞任した。1992年9月20日に批准の是非をかけて国民投票にかけられたマーストリヒト条約には欧州懐疑論（Euroscepticism）の立場から反対運動を展開した。1993年5月1日、社会党を離党し、新党「市民運動」（フランス語：Mouvement des Citoyens）を結成し党首に就任し、2001年まで務める。
1997年6月の国民議会議員選挙では市民運動は7議席を獲得し、リオネル・ジョスパン左派連立内閣に参加し、シュヴェーヌマンは1997年6月4日、内務相に任命された。しかし、2000年にはコルシカ島のナショナリズムの運動をジョスパン内閣が容認したことに反発して、同年8月29日にシュヴェーヌマンは内務相を辞職し、連立から離脱した。
ジョスパン候補に対抗する形で2002年フランス大統領選挙に出馬し、151万8528票（5.33パーセント）を獲得した。2003年1月には政党の名称を共和国市民運動（フランス語：Mouvement Républicain et Citoyen）に変え、シュヴェーヌマンは名誉党首に就任した。国家主権主義を掲げる左派政党と謳っている。2005年の欧州憲法をめぐる国民投票では反対運動を展開した。
2006年12月に社会党との間で、2007年フランス大統領選挙では社会党が推すセゴレーヌ・ロワイヤル候補を共和国市民運動が支持することで合意する。シュヴェーヌマンは選挙期間中、精力的にロワイヤル候補の応援をした。
2007年6月の国民議会議員選挙では議席復活を目指し出馬するも落選した。
共和国市民運動には現在、上院議員が1人、下院議員が1人所属する。